# Håkon Bleken

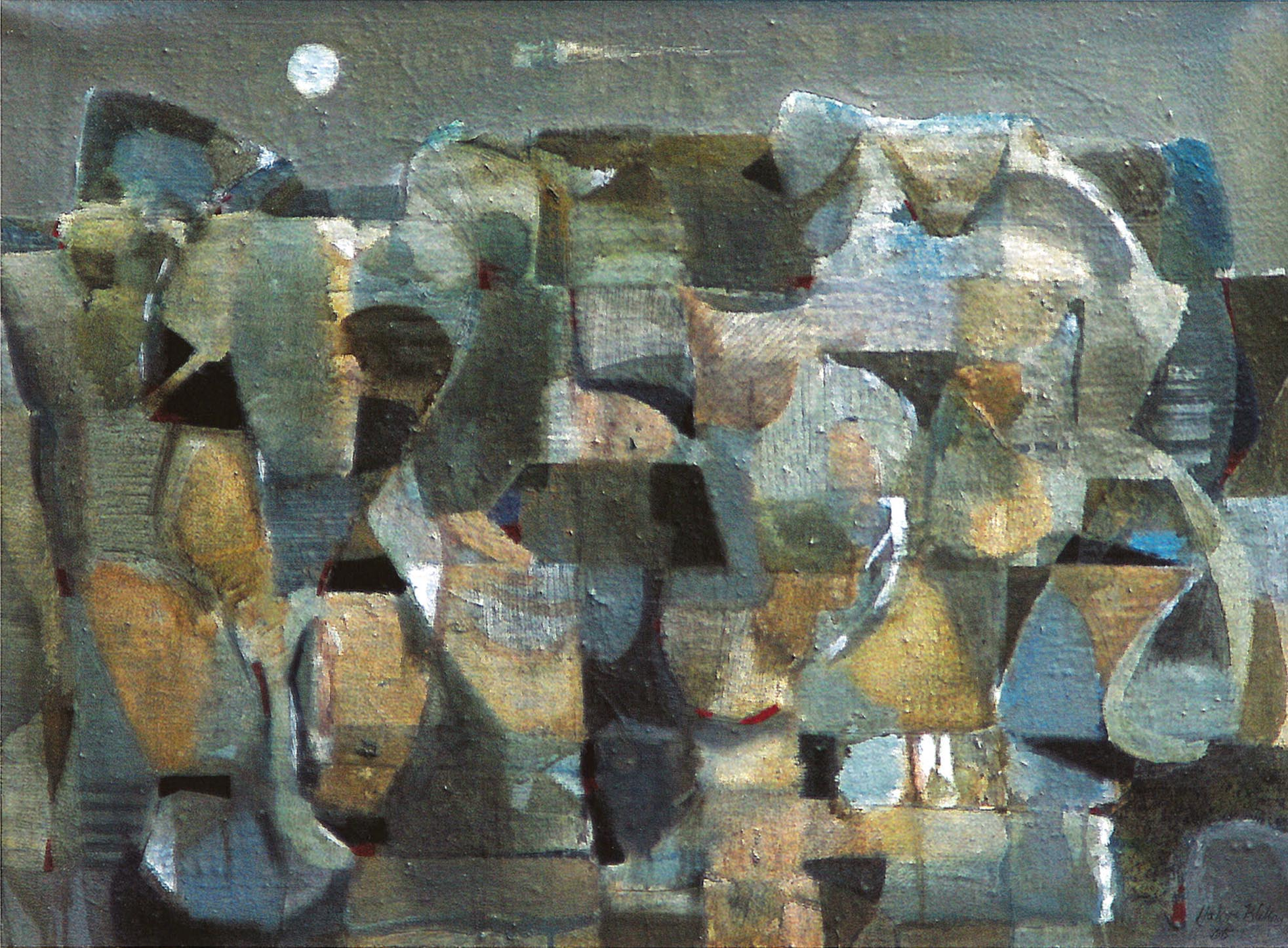
Lys by (1963)

Håkon Bleken (ur. 9 stycznia 1929 w Trondheim, zm. 21 stycznia 2025 tamże) – jeden z najwybitniejszych współczesnych malarzy norweskich.

## Życiorys
Dorastał w Trondheim, gdzie jego ojciec był architektem i dyrektorem szkoły zawodowej. Studiował w Statens kunstakademiet (1949–1953) i Statens håndverks- og kunstindustriskole (1950) w Oslo.
Za przełom w jego twórczości uważa się cykl rysunków węglem Fragmenter av et diktatur (Fragmenty dyktatury) z 1971. Bleken wystawiał w najważniejszych galeriach norweskich, m.in. w Henie Onstad Kunstsenter w Bærum czy Kunstnernes Hus w Oslo. Jego twórczość jest reprezentowana w publicznych zbiorach, m.in. w Narodowym Muzeum Sztuki, Architektury i Projektowania w Oslo oraz Trondheim Kunstmuseum. Artysta stosował różne techniki: akwarelę, kolaż, rysunki węglem, obrazy olejne i in. Bleken był także ilustratorem dzieł literackich autorstwa Arne Garborga, Knuta Hamsuna czy Karen Blixen. Zajmował się też sztuką zdobniczą. Był autorem m.in. głównego ołtarza w kościele St. Olavs kirke w Trondheim, witraży w Spjelkavik kirke w Ålesund, Strindheim kirke, Vålerenga kirke, reliefu na budynku stacji Oslo Sentralbanestasjon, fryzu w centrum kulturalnym Olavshallen w Trondheim czy grafik węglem w foyer Oslo Konserthus.
Mieszkał w Trondheim, gdzie miał też swoje atelier.
W 2009 został mianowany Komandorem Orderu Świętego Olafa.